# Рыскул, Бекнур Болатбекулы
Бекнур Болатбекулы Рыскул (каз. Бекнұр Болатбекұлы Рысқұл; род. 21 февраля 1998, Мактааральский район, Южно-Казахстанская область) — казахстанский футболист, полузащитник клуба «Жетысай».

## Биография
Воспитанник южно-казахстанского футбола. Футбольную карьеру начинал в 2016 году в составе клуба «Ордабасы М» во второй лиге. В марте 2018 года подписал контракт с клубом «Мактаарал». 21 марта 2019 года в матче против клуба «Каспий» дебютировал в кубке Казахстана (0:1). 3 апреля 2022 года в матче против клуба «Астана» дебютировал в казахстанской Премьер-лиге (0:3).

## Достижения
«Мактаарал»
- Серебряный призёр Первой лиги Казахстана: 2021

## Клубная статистика
| Игровая карьера | Игровая карьера | Игровая карьера | Лига | Лига | Кубок | Кубок | Межд. | Межд. | Др. | Др. |
| --------------- | --------------- | --------------- | ---- | ---- | ----- | ----- | ----- | ----- | --- | --- |
| 2016            | Ордабасы М      | В               | 3    | 0    | —     | —     | —     | —     | —   | —   |
| 2017            | Ордабасы М      | В               | 21   | 1    | —     | —     | —     | —     | —   | —   |
| 2018            | Мактаарал       | Б               | 30   | 1    | —     | —     | —     | —     | —   | —   |
| 2019            | Мактаарал       | Б               | 24   | 7    | 2     | 1     | —     | —     | —   | —   |
| 2020            | Мактаарал       | Б               | 11   | 0    | —     | —     | —     | —     | —   | —   |
| 2021            | Мактаарал       | Б               | 4    | 1    | 5     | 0     | —     | —     | —   | —   |
| 2022            | Мактаарал       | А               | 5    | 0    | 5     | 1     | —     | —     | —   | —   |